# Piazza Sant'Ignazio

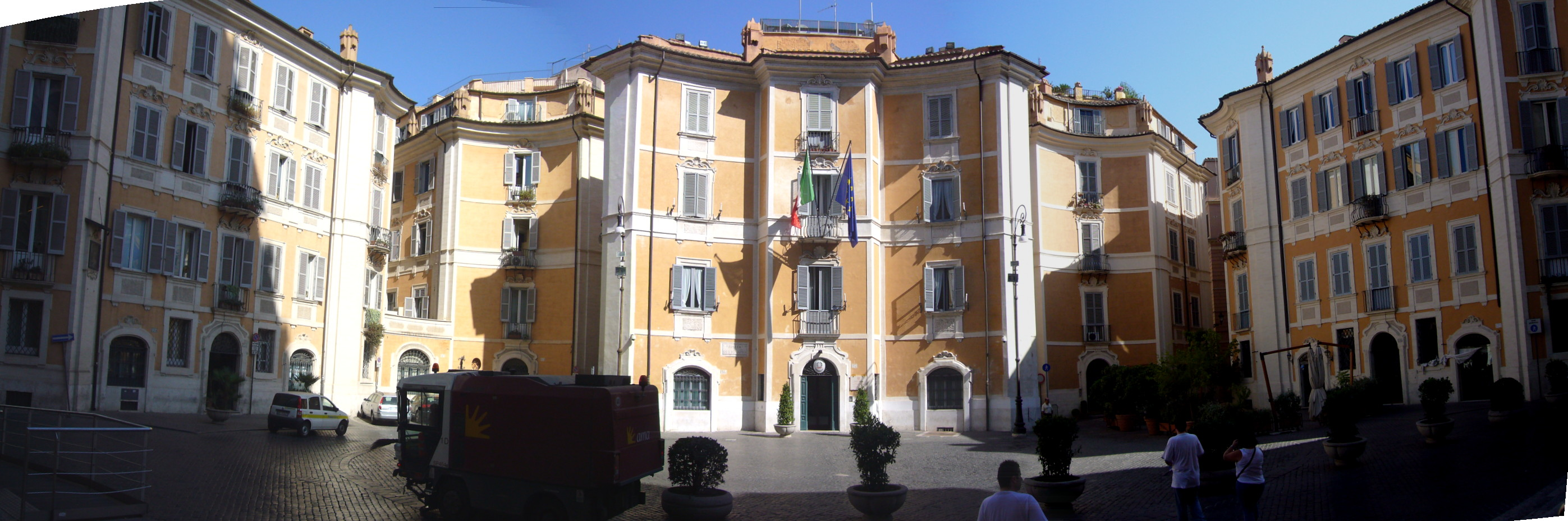
Piazza Sant'ignazio

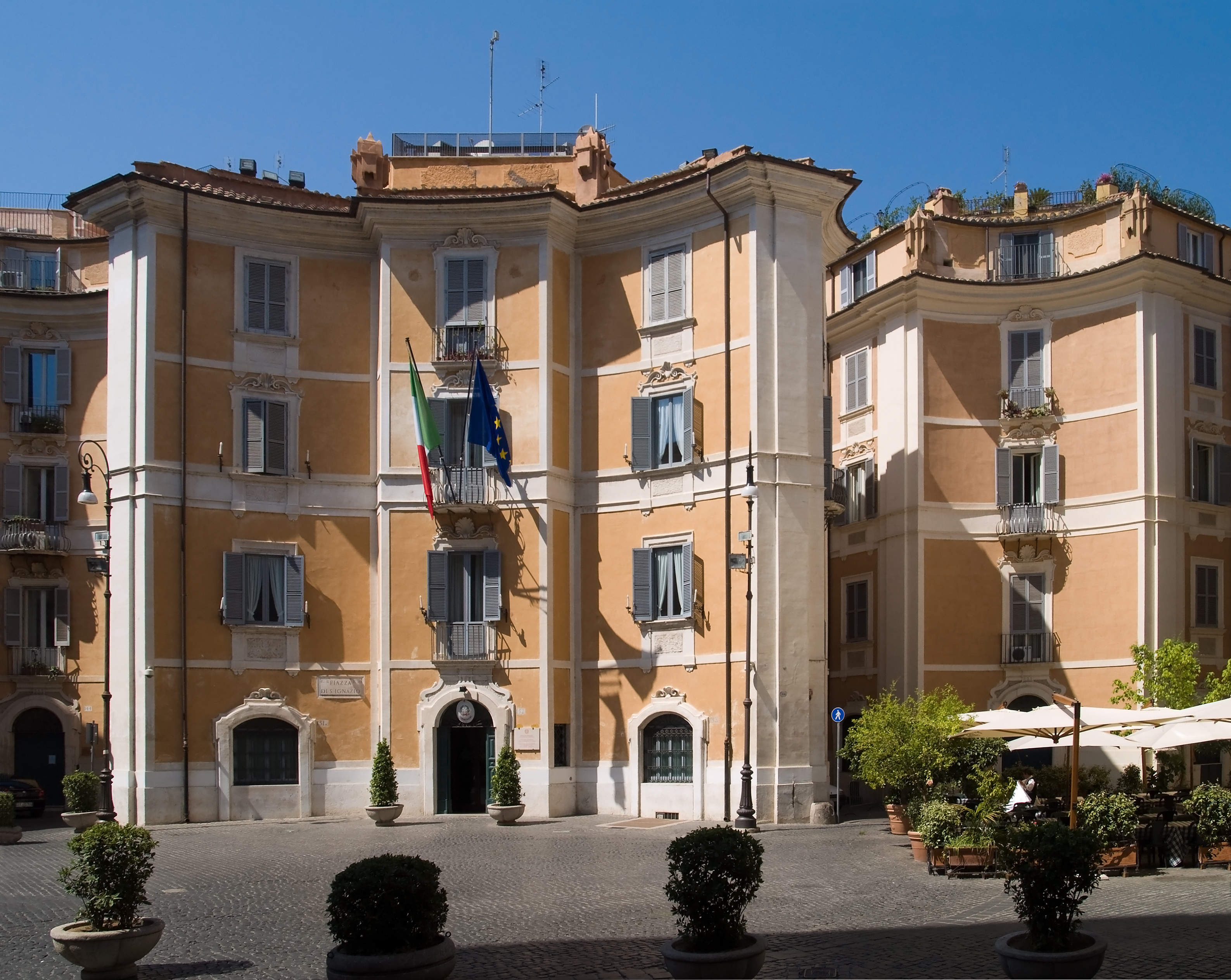
Le bâtiment principal

La Piazza di Sant'Ignazio (place Saint Ignace) est une célèbre place baroque située dans le centre historique de Rome, devant l'église Sant'ignazio di Loyola dans le Campo Marzio.
Typique du Rococo, la place doit sa forme à l'architecte Filippo Raguzzini, qui l'a construite autour de 1727-1728.  L'aménagement définitif de l'espace devant l'église Saint-Ignace a donné lieu, non pas à la construction de bâtiments à usage public, comme c'était généralement le cas, mais à celle de maisons d'habitation ordinaires.
L'ensemble se caractérise par une extraordinaire unité de composition, autant qu'originale : le schéma géométrique dérive de la juxtaposition.
L'architecte a composé un véritable décor de théâtre, avec des bâtiments aux formes concaves, comme le palais central, aujourd'hui siège du Comando carabinieri per la tutela del patrimonio culturale (« Commandement des Carabiniers pour la protection du patrimoine culturel »), qui a un plan triangulaire inhabituel, tandis que la façade concave, sur quatre niveaux, est ornée de balcons et balustrades en fer forgé.
La forme de la place vise à émerveiller les passants, accentuant les contrastes de taille entre les maisons modestes et la masse en travertin de la façade de l'église. De plus, la disposition des bâtiments ne permet pas une vue intégrale de l'église, alors que les rues latérales qui s'ouvrent sur la place ne permettent que des vues partielles et épisodiques de la grande façade.

## Galerie

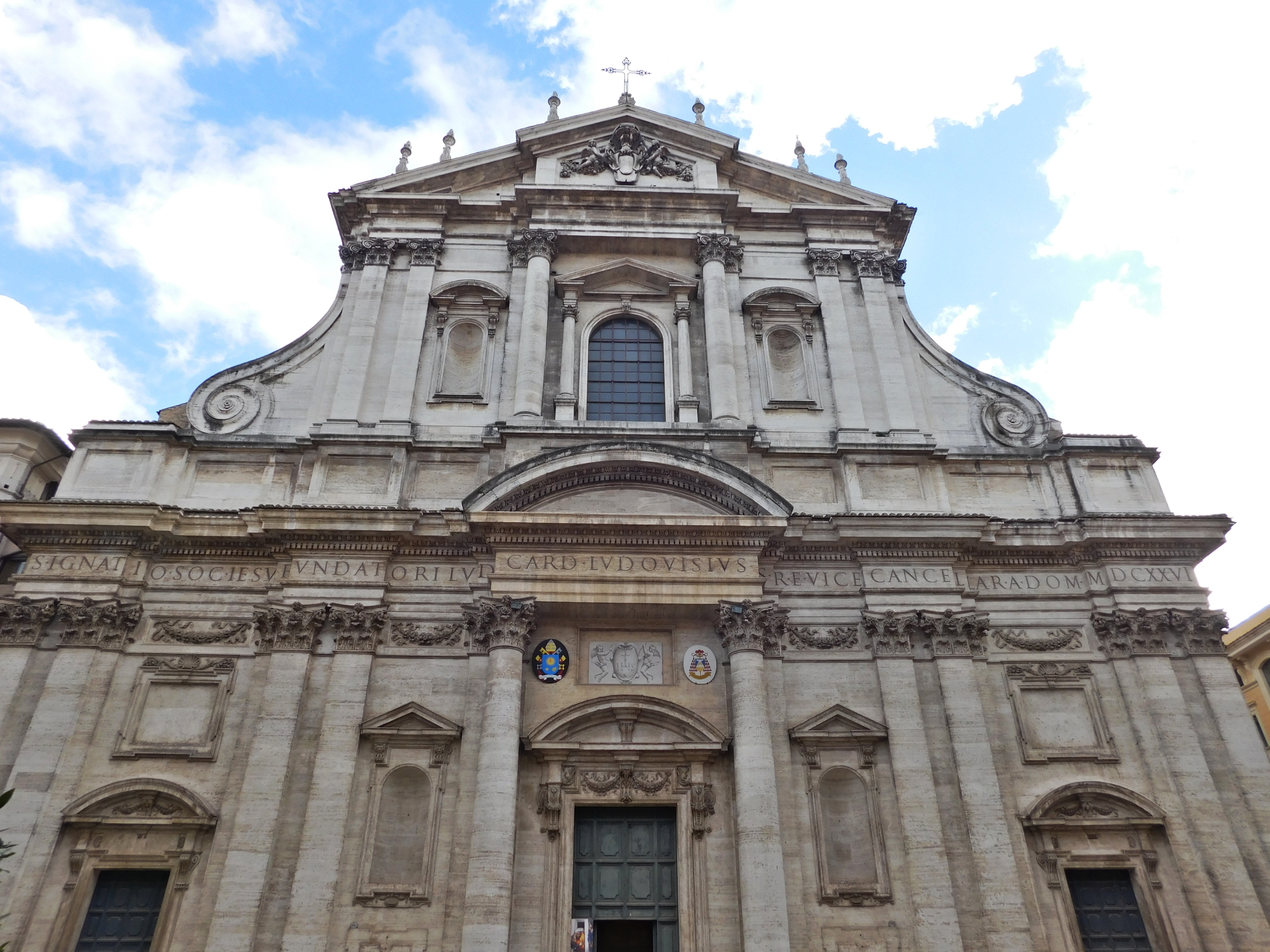
Eglise St Ignace
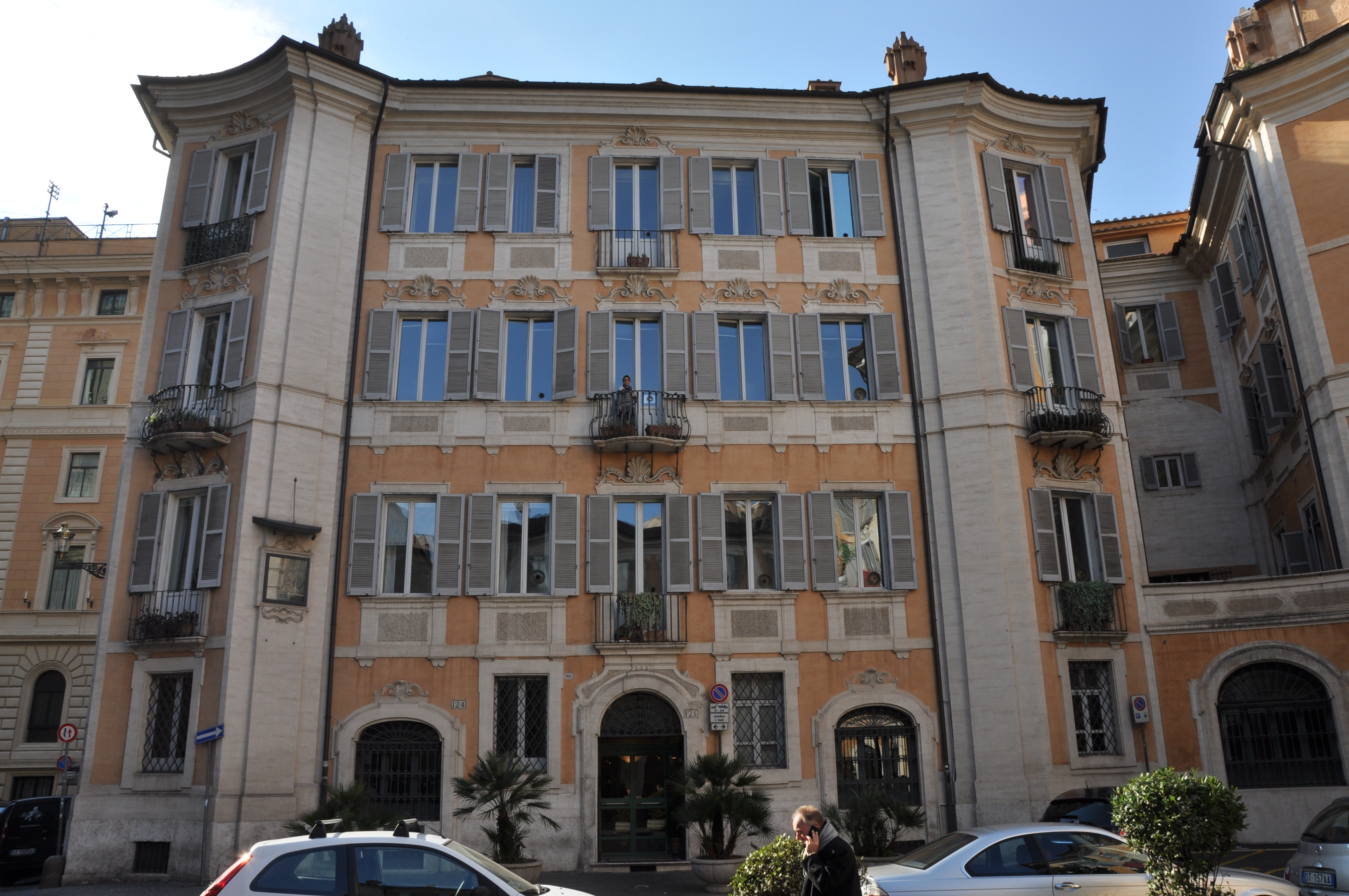
Détail d'un immeuble
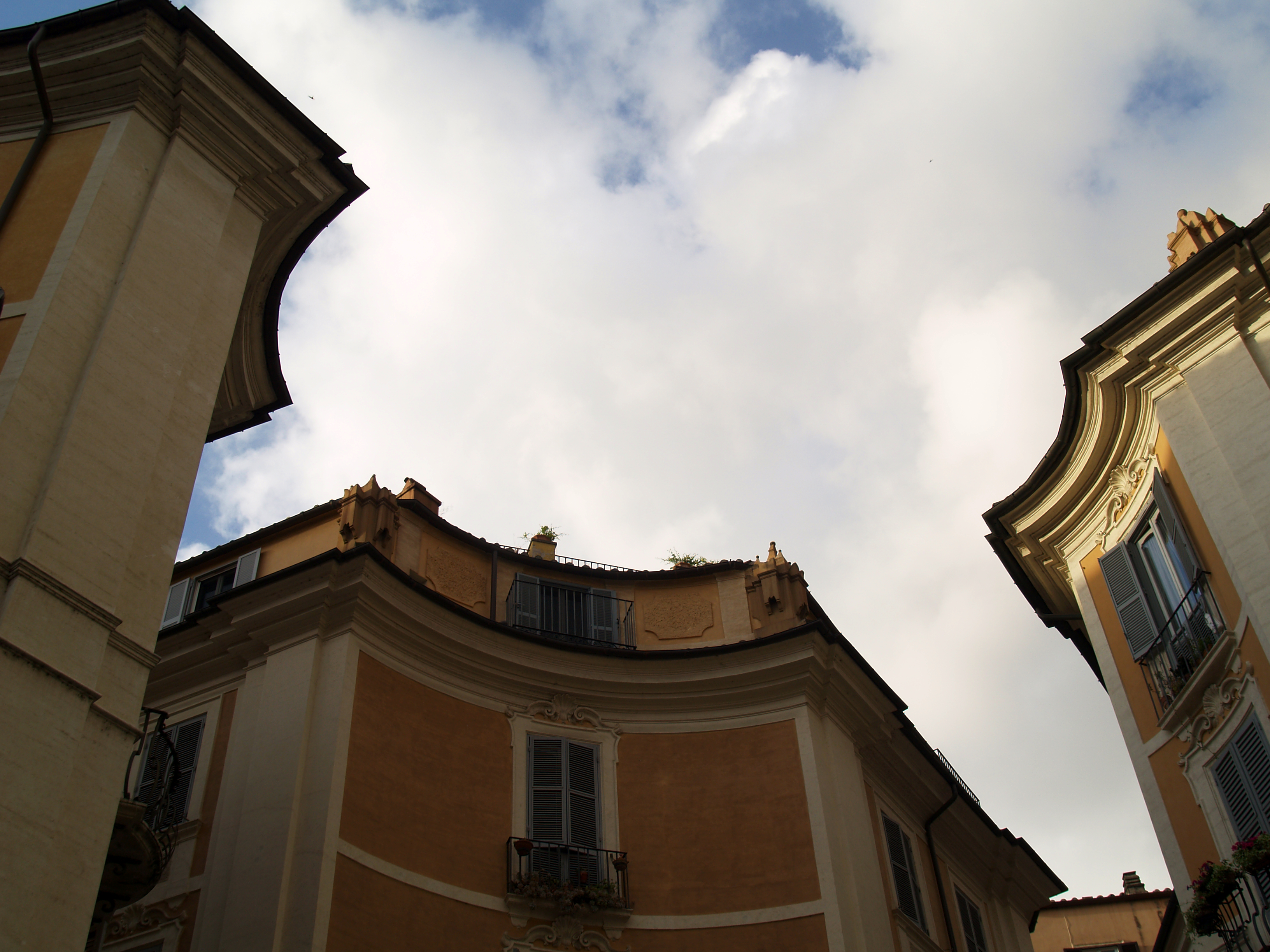
Façades convexes
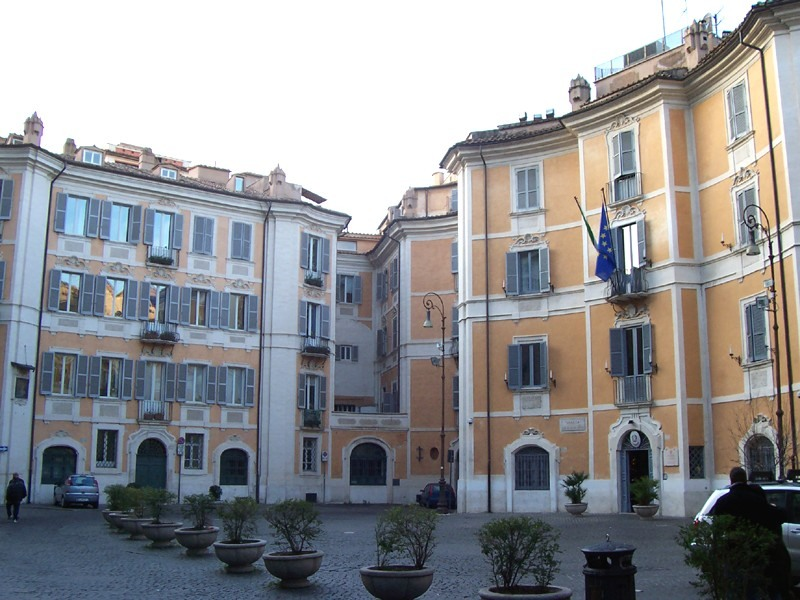

## Autres projets
- VIAF
- GND